# Nunciatura apostólica en Cuba
La Nunciatura Apostólica en Cuba es la misión diplomática de la Santa Sede en Cuba . Está ubicada en La Habana, capital del país.  El Nuncio Apostólico actual es el arzobispo Antoine Camilleri, quien fue nombrado por el Papa Francisco el 20 de mayo de 2024 para ocupar el cargo.
La Nunciatura Apostólica en la República de Cuba es una oficina de la Iglesia Católica en Cuba, con rango de embajada . El nuncio actúa como embajador de la Santa Sede ante el Presidente de Cuba. También como delegado y punto de contacto entre la jerarquía católica en Cuba y el Papa.
El primer delegado apostólico en Cuba fue el arzobispo francés de la diócesis estadounidense de Santa Fe, Placide Louis Chapelle, nombrado el 16 de septiembre de 1898, en las semanas previas al comienzo de las negociaciones diplomáticas que llevarían al Tratado de París entre España y Estados Unidos, donde la primera renunciaría a su reclamo sobre el país insular.

## Representantes pontificios en Cuba desde 1898

### Delegados apostólicos
- Placide Louis Chapelle (16 de septiembre de 1898 – 9 de agosto de 1905)
- Giuseppe Aversa (24 de mayo de 1906 – 21 de octubre de 1909)
- Adolfo Alejandro Nouel y Bobadilla (3 de noviembre de 1913 – ¿1915?)
- Tito Trocchi (14 de noviembre de 1915[1] – 25 de mayo de 1921)
- Pietro Benedetti (22 de julio de 1921[2] – 1926)

### Nuncios apostólicos
- George Joseph Caruana (15 de septiembre de 1935 – 26 de abril de 1947)
- Antonio Taffi (14 de abril de 1947 – 9 de enero de 1950)
- Giuseppe Burzio (19 de diciembre de 1950[3] – 7 de enero de 1955)
- Luigi Centoz (29 de noviembre de 1954[4] – 5 de julio de 1962)[5]
- Cesare Zacchi (24 de mayo de 1974[6] – 1 de junio de 1975)[7]
  - Zacchi dirigió la nunciatura en Cuba como encargado de negocios desde el 5 de julio de 1962.

### Pro-Nuncios Apostólicos
- Mario Tagliaferri (25 de junio de 1975[8] – 15 de diciembre de 1978)[9]
- Giuseppe Laigueglia (20 de enero de 1979[10] – 31 de julio de 1980)
- Giulio Einaudi (5 de agosto de 1980[11] – 23 de septiembre de 1988)
- Faustino Sainz Muñoz (29 de octubre de 1988[12] – 7 de octubre de 1992)

### Nuncios Apostólicos
- Beniamino Stella (15 de diciembre de 1992[13] – 11 de febrero de 1999)[14]
- Luis Robles Díaz (6 de marzo de 1999[15] – 4 de octubre de 2003)[16]
- Luigi Bonazzi (30 de marzo de 2004[17] – 14 de marzo de 2009)[18]
- Giovanni Angelo Becciu (23 de julio de 2009 – 10 de mayo de 2011)[19]
- Bruno Musarò (6 de agosto de 2011 – 5 de febrero de 2015)[20]
- Giorgio Lingua (17 de marzo de 2015 – 11 de octubre de 2019)[21]
- Giampiero Gloder (11 de octubre de 2019[22] – 23 de febrero de 2023)[23]
- Antoine Camilleri, desde el 20 de mayo de 2024[24]